# Küldetés (film, 1977)
A Küldetés egy 1976-ban készült portréfilm.

## Története
Kósa Ferenc földijével és kortársával, a harmincas évei végét taposó, öttusában máig legsikeresebb olimpiai és világbajnokkal, Balczó Andrással forgatott filmjében a visszavonult sportoló beszél a sporthoz fűződő kapcsolatáról, hazafias motivációiról, erkölcsi tartásáról, aktív sportpályafutása utáni mellőztetéséről. A filmet 1977 májusában nagy sikerrel játszották a mozikban, de az Aczél György vezette kultúrpolitika – a film a létező szocialista rendszert elmarasztaló bírálata miatt – három hét után levetette a műsorról .

## Külső hivatkozások
- A Küldetés az IMDb-n
- A Küldetés a Port.hu-n